# Mixophyes fasciolatus
Espèce
Synonymes
- Hyla fenestrata De Vis, 1884

Statut de conservation UICN

 LC  : Préoccupation mineure
Mixophyes fasciolatus est une espèce d'amphibiens de la famille des Myobatrachidae.

## Répartition

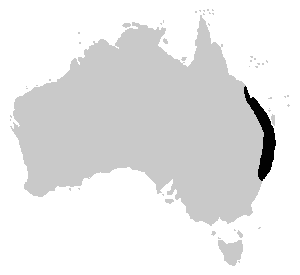
Répartition

Cette espèce est endémique de la côte Est de l'Australie. Elle se rencontre du Sud-Est du Queensland au centre-Est de la Nouvelle-Galles du Sud.

## Description

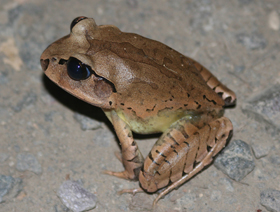
Mixophyes fasciolatus

Mixophyes fasciolatus mesure jusqu'à 80 mm. Son dos est brun olive. Ses flancs présentent de petites taches rondes de couleur brune ou noire. Son ventre est blanc. La gorge des mâles est brunâtre.

## Publication originale
- Günther, 1864 : Third contribution to our knowledge of batrachians from Australia. Proceedings of the Zoological Society of London, vol. 1864, p. 46–49 (texte intégral).